# Hittman (Band)
Hittman ist eine US-amerikanische Heavy-Metal-Band, die ursprünglich von 1984 bis 1994 aktiv war, sich in dieser Zeit aber aufgrund von schlechten Erfahrungen mit der Musikindustrie nicht entfalten konnte. Seit 2017 ist die Band wieder aktiv.

## Geschichte
Aus verschiedenen lokalen New Yorker Bands kamen im September 1984 der Gitarrist Jim Bachi, der Bassist Michael Buccellato (verkürzt: Buccell), der Schlagzeuger Chuck Kory und der Sänger Scott Knight zusammen, um in Huntington auf Long Island Hittman zu gründen. Nach einigen Monaten musste die Trennung von Knight, der den anderen Mitgliedern nicht gut genug erschien, vollzogen werden. Per Annonce lockte man den an der Entstehung von Anthrax beteiligten Dirk Kennedy zu sich. Wenig später ergänzte man die Formation noch um den zweiten Gitarristen Brian Fair. Im Juni 1985 entstand das Demo Metal Sport. Mit dem einstudierten Material eröffnete man Shows unter anderem von Saxon, Poison, Black ’n Blue und Stryper. Fair blieb bei der Professionalisierung auf der Strecke. Sein erster Ersatz war Greg Walls, gefolgt von John Kristen. Etwa 1986 wurde ein nicht für Außenstehende gedachtes, daher inoffizielles, zweites Demo an ausgewählte Leute aus der Musikbranche verteilt. Danach vergingen Monate mit dem Führen ineffektiver Gespräche mit einer ganzen Reihe Plattenlabels. Derweil schulte Kennedy seine Stimme unter der Anleitung eines Opern-Gesangslehrers und konnte daraufhin mit dem Queensrÿche-Sänger Geoff Tate mithalten.
Am 12. August 1988 erschien bei Steamhammer, die im März zugegriffen hatte, das selbstbetitelte Debütalbum, wobei es vom Demo Metal Sport nur das gleichnamige Lied auf das Album geschafft hatte. Auch ist eine Coverversion der Johnny-Rivers-Fernsehserien-Melodie Secret Agent Man enthalten. Für die amerikanischen Metal-Hörer war Hittmans Bindung an das nach einer gescheiterten Expansion nach Übersee wieder nur in Deutschland ansässige Label ein Hindernis, denn sie kamen nur über den Importweg an das Album heran. In der Interpretation von Allmusic wurde dadurch die Karriere abgewürgt, wodurch sich wiederum die Produktion eines zweiten Albums verzögerte. Dagegen meint die Encyclopedia of Popular Music, gruppeninterne Querelen hätten die Ausarbeitung des zweiten Albums verzögert. Dirk Kennedy selbst erklärte es mit dem Umstand, dass die Verhandlungen mit dem amerikanischen Label Polygram Records zunächst wegen der geforderten Übernahme des Debütalbums, das inzwischen überaus erfolgreich von Roadracer Records lizenziert worden war, problembehaftet waren, anschließend Steamhammer verärgert auf den Abwerbeversuch reagierte und schließlich wegen personeller Wechsel innerhalb der zuständigen Polygram-Abteilung auch noch diese Firma absprang, weswegen ein Verbleib bei Steamhammer angebracht war. Infolge des juristischen Ärgers rund um die Labelzugehörigkeit stockte der Aufwärtstrend und das Management ließ die Band fallen. Fallengelassen werden musste seitens der Band nun das geplante Album „Precision Killing“, aber es erschien den Musikern ohnehin inzwischen unangebracht, ein nach Operation: Mindcrime- (dem Mega-Erfolg von Queensrÿche) Nachahmung aussehendes Konzeptalbum zu veröffentlichen.
Mit dem neuen Schlagzeuger Mark Jenkins wurde stattdessen das Album Vivas Machina im November 1991 angegangen, im Mai 1992 abgeschlossen, im Juli abgemischt, für August 1992 angekündigt und in den letzten Januartagen 1993 herausgebracht. Als Erklärung gab Kennedy an, der Produzent Bob St. John habe mehrere Aufträge gleichzeitig bewältigen müssen, darunter die Priorität genießende Produktion der Extreme-CD III Sides to Every Story. Die der Veröffentlichung folgenden Auftritte waren teils sehr schlecht besucht. Bei einem Auftritt im Mai 1993 zusammen mit Skew Siskin und Sargant Fury im Erlangener E-Werk, das rund 900 Besucher fassen konnte, waren nur ca. 40 Leute anwesend. Währenddessen hatte die Band bereits die ersten Lieder für ein drittes Album geschrieben, die wieder eine härtere Note aufwiesen. Eine Tour wurde noch durchgezogen, doch aufgrund abgesackter Verkaufszahlen bei hohem finanziellen Einsatz löste sich die Band 1994 auf. So jedenfalls sieht es Allmusic, die Website Hotel 666 – where the metalheads reside… dagegen sieht weitere rechtliche Verstrickungen und eigennützige Labelpolitik als die Trennungsursache an. Eine offizielle Trennungs-Verlautbarung gab es nicht.
2004 nahm Kennedy das Soloalbum Life is Now auf. 2007 gab es Pläne für eine Wiederbelebung von Hittman, die in einem Auftritt beim zwölften Keep It True-Festival münden sollten. Der Auftritt wurde wegen eines nicht eingehender beschriebenen familiären Trauerfalls abgesagt. Zu einer Reunion ist es bisher nicht gekommen. Am 11. November 2013 verunglückte Mike Buccell tödlich, wodurch zumindest eine Reunion in der Stammbesetzung hinfällig geworden ist (er war nur kurze Zeit von Nick Mitchell ersetzt worden). Kennedy kann sich im Moment keine Neuauflage ohne Buccell vorstellen.

## Stil
Die Encyclopedia of Popular Music befindet, dass die Kritiker Hittman auf die Stufe von Savatage und Accept gestellt hätten, obwohl jegliche Innovation gefehlt habe. Eduardo Rivadavia von Allmusic ordnet das Debüt dem traditionellen Heavy Metal zu, der in die anspruchsvolle Richtung des Progressive Metal à la Queensrÿche weise. Den Nachfolger sieht er im europäisch geprägten Power-Metal-Bereich angesiedelt. Laut Stefan Gnad im Buch US Metal Vol. 2 hat die Band ihre Musik als „Metal Sport“ bezeichnet, wonach sie auch ihr erstes Demo benannt habe. Der Tonträger gelte nun als Demoklassiker der US-Metal-Szene.
Die Demotapes ließen bei der Findung der größten Inspirationsquelle nur einen Schluss zu, und der lautete Queensrÿche. Götz Kühnemund ergänzte dies durch die musikalische Assoziation zu Metal Church und die gesangliche zu Paul Davidson von Heir Apparent.
Die für die Beschreibung von Hittman herangezogenen Vergleichsbands sind im Rock Hard Queensrÿche, im Break Out ebenfalls Queensrÿche, auf hotel666.de Queensrÿche und Iron Maiden, im Metal Hammer Queensrÿche, Fifth Angel und Crimson Glory, auf grande-rock.com zuvorderst Queensrÿche, danach Crimson Glory, abgeschwächter Judas Priest und auf die Harmonien bezogen Iron Maiden. Martin Popoff zog in seinem Buch The Collector’s Guide of Heavy Metal. Band 2: The Eighties einen Vergleich zu den für ihn schlechteren bis hin zu den schwereren Liedern von Judas Priest. Kennedy gestand den Einfluss von Queensrÿche im Break Out ein, im Rock Hard erweiterte er seine Aussage um Iron Maiden und Accept.
Auf Vivas Machina habe sich Hittman von der Vorbild-Anklammerung gelöst, findet hotel666.de. Auch im Rock-Hard-Artikel ist von einer Hinwendung zu kommerzielleren Liedstrukturen die Rede. Das Lied Words hätte zum Beispiel gut auf Meat Loafs Bat Out of Hell gepasst. In der Rezension wird dies wiederholt, aber doch noch einmal auf die Stimmenähnlichkeit mit Geoff Tate hingewiesen. Laut Stefan Gnad sei das Album kommerzieller als der Vorgänger. Statt melodischen Power Metal gebe es rockigere Töne mit bluesigen und „episch-symphonischen Einsprengseln“ wie es auch bei Queen der Fall sei. Der Gesang von Kennedy klinge wie eine Mischung aus Bon Jovi und Geoff Tate. Auch Mario und Stefan Flores hätten nicht glauben können, dass auf dem zweiten Album noch immer derselbe Sänger singe. Stattdessen habe man die Band für Bon Jovi gehalten. Ein wenig Extreme glaubte das Break Out zu erkennen, da beide Bands gleichzeitig vom selben Produzenten betreut worden waren. Rockdetector.com meint sogar, die eingeschlagene Richtung sei „Technical Metal“. Dem alten Queensrÿche-Vergleich verhaftet blieben dagegen der Musikexpress und Andreas Schöwe vom Metal Hammer. Während im Musikexpress behauptet wurde, die Instrumentierung tendiere „in Richtung Seattle-Sound“, warf Schöwe Gruppen wie Rush, Van Halen, Queen und Deep Purple ein.
Neben den Erfahrungen, die die Band im Laufe der Jahre machen musste, spiegeln die Texte auch das gesellschaftliche Engagement des politikinteressierten Vegetariers Kennedy wider. Das die meisten Live-Shows eröffnende Stück Metal Sport war bereits vor Kennedys Eintritt entstanden; es basiert auf dem Film Rollerball, nur dass das Spiel „Heavy Metal“ heißt und die Spieler die Musiker sind.

## Diskografie
- 1985: Metal Sport (Demo)
- 1986(?): Demo II (inoffizielles Demo)
- 1988: Hittman (Album, Steamhammer/SPV)
- 1988: Will You Be There (Doppel-A-Promo-Single, Steamhammer)
- 1993: Vivas Machina (Album, Steamhammer/SPV)
- 1993: Words (Single, Steamhammer/SPV)
- 2020: Destroy All Humans (Album, Future Primitive Records/No Remorse)